# Egy férfi és egy nő
Az Egy férfi és egy nő (eredeti címe Un homme et une femme) 1966-ban bemutatott Claude Lelouch által írt és rendezett Arany Pálmás és kétszeres Oscar-díjas francia film. A film zenéje maga is klasszikussá vált, a film címével azonos című dalt eredetileg Nicole Croisille és Pierre Barouh adja elő, a szövegét magyarra is fordították.
Az alkotás a filmtörténet egyik legszebb és legsikeresebb romantikus filmje.

## Cselekmény
Egy hétvégén a gyerekeiket készül hazavinni egy internátusból egy férfi és egy nő: Anne és Jean-Louis. Véletlen találkozásukból egy félénken induló szerelem bontakozik ki. Tartózkodásuk valódi oka, hogy mindketten tragikus körülmények között veszítették el egykor házastársukat.

## Szereplők
- Anouk Aimée (Anne Gauthier)
- Jean-Louis Trintignant (Jean-Louis Duroc)
- Pierre Barouh (Pierre Gauthier)
- Valérie Lagrange (Valerie Duroc)
- Antoine Sire (Antoine Duroc)
- Souad Amidou (Françoise Gauthier)
- Henri Chemin (Jean-Louis navigátora)
- Yane Barry (Mistress of Jean-Louis)
- Paul Le (Person Garage Man)
- Simone Paris (iskolaigazgató)
- Gérard Sire (bemondó)

## Fontosabb díjak és jelölések
Cannes-i fesztivál (1966)
- díj: Arany Pálma (Claude Lelouch)
- díj: OCIC-díj (Claude Lelouch)

Oscar-díj (1967)
- díj: legjobb idegen nyelvű film
- díj: legjobb eredeti forgatókönyv (Claude Lelouch, Pierre Uytterhoeven)
- jelölés: legjobb rendező (Claude Lelouch)
- jelölés: legjobb női főszereplő (Anouk Aimée)

Golden Globe-díj (1967)
- díj: legjobb idegen nyelvű film
- díj: legjobb női főszereplő – filmdráma (Anouk Aimée)
- jelölés: legjobb rendező (Claude Lelouch)
- jelölés: legjobb filmzene (Francis Lai)
- jelölés: legjobb eredeti filmbetétdal (Francis Lai, Pierre Barouh: A Man and a Woman)

BAFTA-díj (1968)
- díj: legjobb külföldi színésznő (Anouk Aimée)
- jelölés: legjobb film (Claude Lelouch)